# Matthias Daenschel
Matthias Daenschel (* 2. Dezember 1970 in Mannheim) ist ein deutscher Theatermaler, Animator und Trickfilmregisseur.

## Leben
Matthias Daenschel wuchs in Mannheim auf. Von 1992 bis 1995 lernte er Theatermalerei an der Schaubühne in Berlin. Ab 1996 war er drei Jahre als Theatermaler an der Wiener Staatsoper angestellt. Mit dem 2-minütigen autodidaktisch hergestellten Zeichentrickfilm Kunstflug bewarb sich Daenschel an der Hochschule für Film und Fernsehen Potsdam-Babelsberg. Dort studierte er bis 2004 Animation. Sein Diplomfilm Tauro lief international auf über 100 Filmfestivals und wurde mehrfach ausgezeichnet.
Zu Beginn seiner Selbständigkeit als Trickfilmzeichner übernahm Matthias Daenschel zunächst die Hintergrundgestaltung für abendfüllende Kino-Animationsfilme der Produktionsfirmen Motion Works und Rothkirch Cartoon-Film, worin er für sich die Fortsetzung der Theatermalerei mit anderen Mitteln sah. Sein erster frei produzierter Animationsfilm Funglasses 2006 erinnert in seiner Vielfalt an Animationstechniken und Stilen an Tauro. Der Film erlebte eine internationale Festivalauswertung. Für die im Rotoskopieverfahren hergestellte deutsch-tschechische Co-Produktion Alois Nebel leitete Matthias Daenschel bei Balance Film in Dresden 2009 und 2010 das deutsche Animationsteam an. Weitere Kinofilme mit seiner künstlerischen Beteiligung sind ebenfalls Hybride aus Animationsfilm und Dokumentar- oder  Spielfilm. So Metéora, eine Liebesgeschichte zwischen einem Mönch und einer Nonne mit Animationssequenzen im Stil griechischer Ikonen oder der Animadok 1917 – Der wahre Oktober.
Eine Rückkehr zum Theater erlebte Daenschel mit animierten Projektionen für die Inszenierung von Monteverdis Il Ritorno d’Ulisse in Patria 2007 an der Oper Frankfurt am Main, mit Projektionen für die Opern Der Freischütz und Dornröschen 2014 und die musikalische Revue Heinrich I. 2017 am Nordharzer Städtebundtheater und für das Ballett La Bayadère des Staatsballetts Berlin an der Staatsoper Unter den Linden 2018.
Seit 2012 ist Matthias Daenschel zusätzlich in der Kinder- und Jugendbildung aktiv. Mit dem TrickTruck, einem zum Animationsstudio umgebauten LKW, machte er an vielen Berliner Schulen Station. In Trickfilmworkshops mit den Stipendiaten der Roland Berger Stiftung entstanden über viele Monate hinweg die animierten Hintergründe für die musikalische Revue Konferenz der Tiere, die 2012 in der Dresdener Semperoper aufgeführt wurde.
Neben Auftragsfilmen für privatwirtschaftliche Unternehmen wie Tchibo, Edding oder VW und Institutionen wie das Deutsche Rote Kreuz, den Berliner Umweltsenat oder das Freilichtmuseum Kloster Veßra arbeitet Matthias Daenschel auch für das Fernsehen. In den Jahren 2012 bis 2016 animierte er fünf Staffeln von je 7 Folgen Geschichtenerzähler für Unser Sandmännchen. 2014 bis 2016 schuf er für die US-amerikanische Fernsehserie Sesamstraße drei Buchstabenfilme.
Umfangreiche Materialien zu Daenschels Filmen (Zeichnungen, Phasen, Folien, Clean-ups) befinden sich im Deutschen Institut für Animationsfilm.

## Werke

### Filme
- 1999: Kunstflug (Kurzfilm) – Regie
- 2002: Tauro (Kurzfilm) – Regie
- 2002: A case of doubt (Kurzfilm, Regie: Thorsten Schrank) – Backgrounds
- 2003: Globi und der Schattenräuber (Regie: Robi Engler) – Background Supervisor
- 2005: Der kleine Eisbär 2 (Regie: Thilo Graf Rothkirch) – Backgrounds
- 2006: Funglasses (Kurzfilm) – Regie
- 2008: Kleiner Dodo (Regie: Ute von Münchow-Pohl und Thilo Graf Rothkirch) – Backgrounds zusammen mit Magdalena Sorgenlos und Anna Jander
- 2009: Mullewapp (Regie: Tony Loeser und Jesper Møller) – Colorstyle
- 2010: Wettessen (Kurzfilm) – Regie
- 2011: Alois Nebel (Regie: Tomáš Luňák) – Animationssupervising zusammen mit Noro Držiak
- 2012: Metéora (Regie: Spiros Stanthoulopoulos) – Animationsregie
- 2017: 1917 – Der wahre Oktober (Regie: Katrin Rothe) – Animationen zusammen mit Lydia Günther und Gabriel Möhring, Compositing zusammen mit Rainer Ludwigs
- 2022: Homöopathie unwiderlegt? – Animation

### Illustrationen
- Jugendbewegung für Anfänger. Verlag der Jugendbewegung, 1993, ISBN 978-3-88258-124-9
- Tim will zum Fußball. Titania Verlag, 2008, ISBN 978-3-7996-5205-6
- Oskar Wimmelbuch. Ernst Klett Verlag Stuttgart, 2010 (Kolorierung)
- Erlebnis Museum. Mika & Luki unterwegs in Südtühringen. Landkreis Hildburghausen, 2018

## Auszeichnungen
- 2003: Festival Management Award auf dem Festival Message to Man, Sankt-Petersburg für Tauro
- 2003: Best Conception Award auf dem Archaeological Filmfestival, Athen für Tauro
- 2003: Local Hero auf dem Internationalen Kurzfilmfestival Berlin für Tauro
- 2007: Bester Animationsfilm auf den Grenzland Filmtagen, Selb für Funglasses
- 2008: Certificate of Excellence auf dem Chicago International Children’s Film Festival für Funglasses